# Wydminy
Wydminy (Widminnen fino al 1945) è un comune rurale polacco del distretto di Giżycko, nel voivodato della Varmia-Masuria.
Ricopre una superficie di 233,46 km² e nel 2004 contava 6 681 abitanti.
Comunità urbane e rurali:
| - Berkowo (Vorwerk Berkowo) - Biała Giżycka (Adlig Bialla, 1938-1945: Bleichenau) - Cybulki (Czybulken, 1938-1945: Richtenfeld ) - Czarnówka (Czarnowken, 1938-1945: Grundensee) - Gajrowskie (Friedrichsheyde, 1938-1945: Friedrichsheide) - Gawliki Małe (Klein Gablick) - Gawliki Wielkie (Groß Gablick) - Grądzkie (Grondzken, 1938-1945: Funken) - Hejbuty (Heybutten) | - Malinka (Mallinken, 1938-1945: Birkfelde) - Mazuchówka (Masuchowken, 1938-1945: Rodental) - Okrągłe (Okrongeln, 1938-1945: Schwansee) - Orłowo (Orlowen, 1938-1945: Adlersdorf) - Pamry (Pammern) - Pańska Wola (Adlig Wolla, 1938-1945: Freihausen) - Pietrasze (Pietraschen, 1938-1945: Petersgrund) - Radzie (Radzien, 1938-1945: Königsfließ) - Ranty (Ranten) | - Siedliska (Schedlisken, 1938-1945: Sonnau) - Siemionki (Schemionken, 1928-1945: Bergwalde) - Sucholaski (Sucholasken, 1935-1945: Rauschenwalde) - Szczepanki (Sczepanken, 1938-1945: Tiefen) - Szczybały Orłowskie (Sczyballen, 1938-1945: Lorenzhall) - Talki (Talken) - Wężówka (Wensowken, 1938-1945: Großbalzhöfen) - Wydminy (Widminnen) - Zelki (Neuhoff) |

Altre località minori:
| - Dudka (Schraderswert) - Ernstowo - Franciszkowo - Gajlówka (Gaylowken, 1938-1945: Gailau) - Gębałki (Gembalken) - Grodkowo (Maxhof) | - Kowalewskie (Kowalewsken) - Krzywe (Krzywen, 1907-1945: Gailau) - Łękuk Mały - Rostki (Rostken) - Róg Orłowski (Rhog, 1938-1945: Klein Lenkuk) | - Rydze (Nienstedten) - Siejba - Skomack Mały (Klein Skomatzko, 1938-1945: Skomand) - Wólka Cybulska (Paulinenhof) |